# 에노크 오고르
에노크 그렌 호스트루프 오고르(덴마크어: Enoch Green Hostrup Aagaard, 1850년 8월 21일~1921년 4월 22일)는 덴마크의 배우, 가수이다.